# Stefanie Kubissa

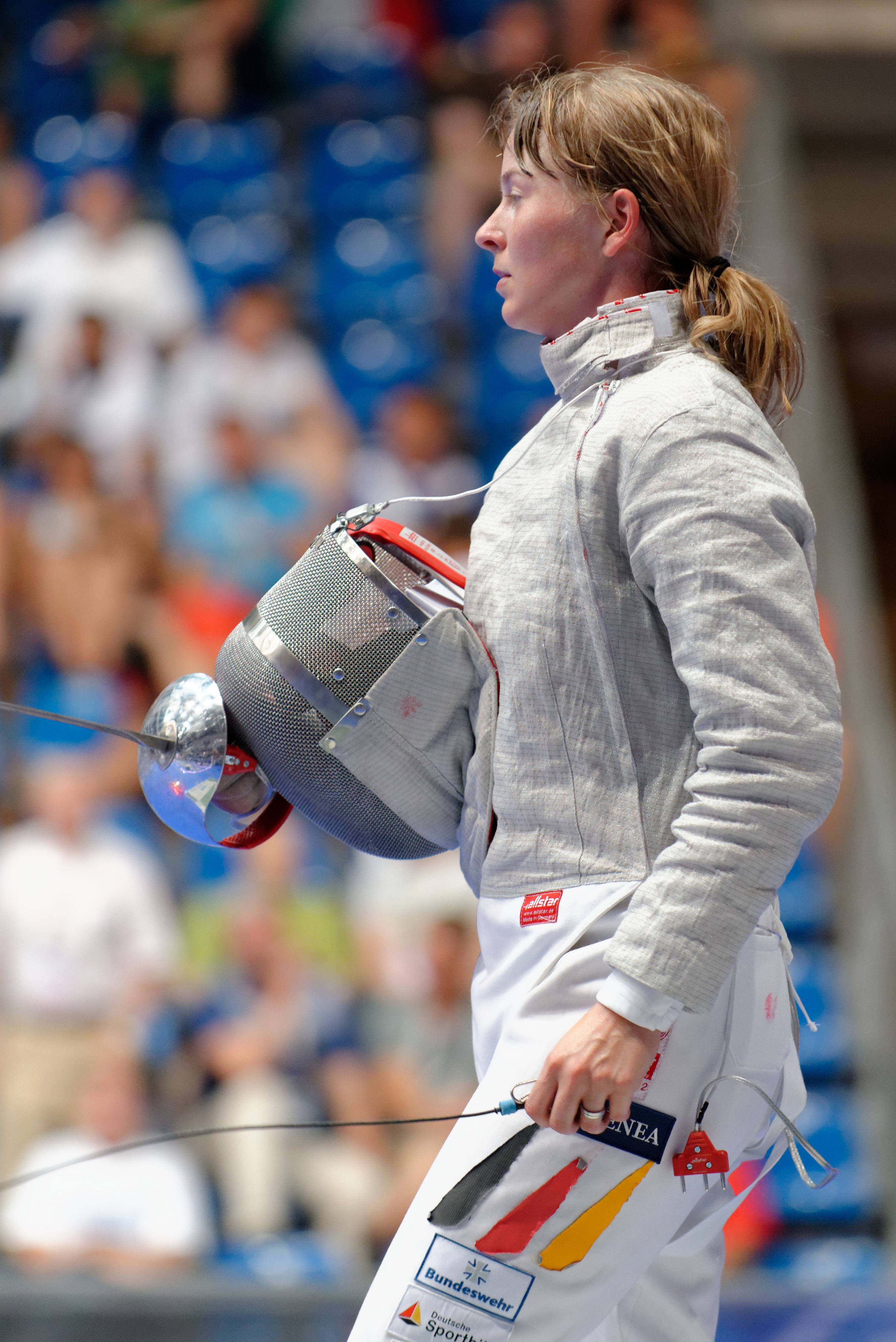
Kubissa bei den Fechtweltmeisterschaften 2013

Stefanie Kubissa (* 6. Januar 1985) ist eine deutsche Säbelfechterin. Sie ist zehnfache deutsche Meisterin.

## Leben
Sie ist Sportsoldatin (Dienstgrad Stabsunteroffizier) in der Sportfördergruppe der Bundeswehr in Köln.

## Erfolge
2001 wurde Stefanie Kubissa in Koblenz Mannschaftseuropameisterin und gewann bei den Weltmeisterschaften in Nimes Bronze mit der Säbel-Mannschaft.
2002 gewann Kubissa bei den Juniorenweltmeisterschaften in Antalya Silber im Säbel-Einzel.
2009 gewann sie das Weltcup-Turnier in Klagenfurt,
2010 das in Pattaya.

### Deutsche Meisterschaften
- 2002: Bronze im Einzel
- 2005: Silber im Einzel
- 2006: Gold mit der Mannschaft
- 2007: Gold im Einzel und Silber mit der Mannschaft
- 2008: Gold mit der Mannschaft
- 2009: Gold mit der Mannschaft und Bronze im Einzel
- 2010: Gold im Einzel
- 2011: Gold mit der Mannschaft und Bronze im Einzel
- 2012: Gold im Einzel und Gold mit der Mannschaft
- 2013: Gold im Einzel und Gold mit der Mannschaft